# Śnieżki (gmina)
Śnieżki – dawna gmina wiejska istniejąca 1952–1954 w woj. białostockim (dzisiejsze woj. podlaskie). Siedzibą gminy były Śnieżki.
Gmina została utworzona w dniu 1 lipca 1952 roku w woj. białostockim, w powiecie bielskim, z części gmin Milejczyce, Kleszczele i Boćki. W dniu powołania gmina składała się z 13 gromad. 1 stycznia 1954 roku do gminy Śnieżki przyłączono część obszaru gminy Kleszczele.
Gmina została zniesiona 29 września 1954 roku wraz z reformą wprowadzającą gromady w miejsce gmin. Jednostki nie przywrócono 1 stycznia 1973 roku po reaktywowaniu gmin.